# Noel Clarke
Noel Anthony Clarke (Londra, 6 dicembre 1975) è un attore, regista e sceneggiatore britannico.

## Biografia
Ha avuto il ruolo ricorrente di Wyman Norris nella serie inglese Auf Wiedersehen, Pet (2002–2004) e quello di Mickey Smith nelle prime due stagioni di Doctor Who  (2005-2006); ha di nuovo indossato i panni di Mickey nell'ultimo episodio della quarta stagione. Sue altre presenze televisive sono state in Casualty e Metrosexuality. Ha vinto un Laurence Olivier Awards come "Miglior promessa" nel 2003 per la sua interpretazione in Where Do We Live al Royal Court Theatre.
Clarke ha scritto la sceneggiatura del film Kidulthood, del 2006, e diretto il seguito, Adulthood del 2008. Ha inoltre sceneggiato l'episodio  Combattimento di Torchwood, spin-off di Doctor Who e West 10 LDN, pilot per la BBC Three.
Nel 2008 è comparso nel video dei Prodigy Invaders Must Die, nel 2013 ha avuto una piccola parte nel film Into Darkness - Star Trek e nel 2017 ha partecipato al film I Kill Giants.
Nel 2021, il Guardian pubblicò accuse di cattiva condotta da parte di 20 donne che avevano lavorato con Clarke. Nel marzo 2022 è stato deciso che non ci sono prove sufficienti a sostegno di queste affermazioni, e quindi non ci saranno ulteriori indagini sul caso.

## Filmografia

### Attore

#### Cinema
- I'll Sleep When I'm Dead, regia di Mike Hodges (2003)
- Kidulthood, regia di Menhaj Huda (2006)
- Adulthood, regia di Noel Clarke (2008)
- Doghouse, regia di Jake West (2009)
- Heartless, regia di Philip Ridley (2009)
- Sex & Drugs & Rock & Roll, regia di Mat Whitecross (2010)
- Centurion, regia di Neil Marshall (2010)
- 4.3.2.1., regia di Noel Clarke e Mark Davis (2010)
- Huge, regia di Ben Miller (2010)
- Screwed, regia di Reg Traviss (2011)
- Fast Girls, regia di Regan Hall (2012)
- Storage 24, regia di Johannes Roberts (2012)
- The Knot, regia di Jesse Lawrence (2012)
- Into Darkness - Star Trek (Star Trek Into Darkness), regia di J. J. Abrams (2013)
- Il segreto di Babbo Natale (Saving Santa), regia di Leon Joosen e Aaron Seelman (2013) - Voce
- I Am Soldier, regia di Ronnie Thompson (2014)
- The Anomaly, regia di Noel Clarke (2014)
- The Throwaways - Gli specialisti (The Throwaways), regia di Tony Bui (2015)
- I Kill Giants, regia di Anders Walter (2017)
- 10x10, regia di Suzi Ewing (2018)
- Mute, regia di Duncan Jones (2018)
- Fisherman's Friends, regia di Chris Foggin (2019)
- Impero criminale (The Corrupted), regia di Ron Scalpello (2019)
- Twist, regia di Martin Owen (2021)
- SAS: Red Notice, regia di Magnus Martens (2021)

#### Televisione
- Metrosexuality - miniserie TV, 6 episodi (1999)
- Metropolitan Police (The Bill) - serie TV, 1 episodio (2000)
- Judge John Deed - serie TV, 1 episodio (2001)
- Waking the Dead - serie TV, 1 episodio (2001) - non accreditato
- Casualty - serie TV, 3 episodi (2001)
- Auf Wiedersehen, Pet - serie TV, 14 episodi (2002-2004)
- Adventure Inc. - serie TV, 1 episodio (2003)
- Doctors - serie TV, 1 episodio (2003)
- Holby City - serie TV, 3 episodi (2004)
- Jack Frost (A Touch of Frost) - serie TV, 1 episodio (2004)
- Doctor Who - serie TV, 16 episodi (2005-2010)
- Doctor Who Confidential - documentario, 10 episodi (2005-2010) - sé stesso
- Jane Hall - serie TV, 2 episodi (2006)
- Dubplate Drama, serie TV - 1 episodio (2007)
- Anello debole (The Weakest Link) - 1 episodio speciale (2007)
- West 10 LDN - serie TV, 1 episodio (2008)
- What If - serie TV (2012)
- The Assets - serie TV, 2 episodi (2014)
- Chasing Shadows - miniserie TV, 4 puntate (2014)
- Bulletproof – serie TV, 17 episodi (2018-2021)

#### Teatro
Where Do We Live al Jerwood Theatre Upstairs (2003)

### Regista
- Adulthood (2008)
- 4.3.2.1., co-regia Mark Davis (2010)
- The Anomaly (2014)

## Doppiatori italiani
Nelle versioni in italiano dei suoi lavori, Noel Clarke è stato doppiato da:
- Nanni Baldini in Metrosexuality, Twist
- Niseem Onorato in Doctor Who
- Gianluca Iacono in The Anomaly
- Andrea Lavagnino in Bulletproof
- Gianluca Crisafi in SAS: Red Notice